# Aktivism mot pornografi
| Aktivism mot pornografi |
| --- |
| Protester mot en porrbutik i amerikanska Uniontown i Indiana (2005). - Mål – begränsning eller avskaffande av pornografi - Orsak – pornografins (påstådda) koppling till beroende, människohandel, prostitution, relationsproblem, sexism och våld - Medel – forskning och upplysning om riskerna, syftande till reglering eller kriminalisering - Grupperingar – radikalfeminister, konservativa, religiösa, Nofap-rörelsen |

Aktivism mot pornografi, ibland beskriven som antipornografirörelsen, görs av grupper och personer som vill motarbeta pornografin som samhällsfenomen. Framträdande i denna aktivism är bland annat olika religiösa och feministiska grupper, samt en del psykologer och före detta porrskådespelare.
Aktivismen är del av en allmän rörelse som motsätter sig sexbranschen i stort, av moraliska, politiska, människorättsbaserade eller feministiska skäl. Den hävdar att pornografin är förråande, ger unga fel uppfattningar om sex, hotar traditionella familjevärderingar och innebär hälsomässiga risker. Mot denna syn står sexpositiva aktivister, som menar att moralpanik och brist på utförlig sexualundervisning är ett större problem alternativt förvärrar situationen. Under 2010-talet har Internet lett till större tillgång och ökad konsumtion, och för många inom generation Z har pornografi blivit en del av den allmänna kulturen.
Kända antipornografiaktivister är/var Andrea Dworkin, Catharine MacKinnon och Gail Dines.

## Olika grupperingar

### Konservativa och religiösa
Konservativa grupperingar och personer som hävdar traditionella familjevärden är ofta negativt inställda till pornografi. De vänder sig ofta mot genrens ofta obscena karaktär, som de menar bidrar till ett förråande av kulturen och samhället.
I många länder kopplar de också samman pornografi med andra typer av oönskade sexuella uttryck, inklusive homosexualitet, andra HBTQ-uttryck och öppen sexualupplysning för minderåriga. Konservativa i länder som USA ser ofta pornografi som del av en generell moralupplösning som tar sig uttryck i våld, droger och allmän lössläppthet.
Kritiken mot pornografi kommer kanske främst från socialkonservativa och värdekonservativa grupperingar. Dessutom är de flesta religiösa grupper inom både islamiska och kristna kulturer i regel starkt kritiska eller avståndstagande mot pornografi. Kritiken bygger ofta på att pornografin sägs korrumpera sexualiteten, uppmuntrar till onani och sex utanför äktenskapet, förgiftar kärleken mellan kvinna och man samt leder människans tankar bort från Gud. Pornografin är då en uppenbar synd. Det finns dock en glidande skala mellan värdekonservativa och mer liberalt sinnade religiösa, där de senare ofta är mer öppna för olika sexuella uttryck och individuella synsätt på sexualitet.
En del psykologer menar att kombinationen av konsumtion av pornografi och uppfostran i en religiöst färgad hederskultur kan leda till opåkallad personlig ångest.

### Socialistiska och radikala feminister
Ett antal feminister – inklusive Andrea Dworkin, Catharine MacKinnon, Robin Morgan, Diana Russell, Alice Schwarzer och Robert Jensen – menar att pornografi bör avskaffas. Denna gruppering, ofta inordnad under begreppet radikalfeminism, menar att både kvinnor och män skadas av verksamheten. Pornografi är enligt dem en del av patriarkatet som bidrar till att upprätthålla en maktojämlikhet mellan könen.
Även socialistiska och marxistiska feminister är kritiska till pornografin och ser den som en förtryckande komponent inom kapitalismen. Dessa åsikter om pornografi som något i första hand destruktivt delas dock inte av många liberalfeminister eller feminister med kopplingar till den tredje vågens feminism.
Catherine MacKinnon menar att produktionen av pornografi innebär fysiskt, psykologiskt och/eller ekonomiskt tvång gentemot de kvinnor som medverkar i filmerna. Hon menar även att detta gäller då det framställs som att kvinnorna tillfredsställer sig själva.
Gail Dines menar att pornografin håller på att bli alltmer våldsam och att de kvinnor som medverkar i produktionen av filmerna därför "brutaliseras". Hon hävdar att pornografin kidnappar sexualiteten, allvarligt förändrar mäns, kvinnors och barns syn på sex och bidrar till en perspektivförändring som kan liknas vid hjärntvätt.

### Nofap-rörelsen
På senare år har den stora tillgången till gratis pornografi via Internet lett till ökad debatt om risken att bli beroende av pornografi. Bland unga män, som anses vara de största konsumenterna av pornografi, har den så kallade Nofap-rörelsen sedan 2010-talet lett till nätverkande för att försöka motverka medlemmarnas upplevda beroende av onani och pornografi. Genom att avstå från sexuellt beteende och pornografisk konsumtion tror sig Nofap-aktivister kunna bli starkare och mer fokuserade i sina olika livsaktiviteter.
Genom att sprida information och åsikter omkring pornografins negativa effekter vill man också motivera sig själv och andra att ta avstånd från den. Målet med avhållsamheten är att lättare kunna skapa relationer med andra människor, men Nofap-rörelsen har också kopplats samman med både toxisk manlighet och olika mansseparatistiska nätverk.

## Kända rättsfall
Organisationen Folkaktionen mot Pornografi polisanmälde 1989 den svenska serietidningen Pox och dess ansvarige utgivare Horst Schröder för olaga våldsskildring. Bland de åtalade serierna fanns många internationellt prisbelönta verk, flera HBTQ-vänliga historier och en serieversion av ett avsnitt ur Gamla testamentet. Tidningen frikändes, men Epix förlag som gav ut tidningen fick sin distribution indragen av bland andra Kooperativa Förbundet. Detta skedde efter att Folkaktionen mot Pornografi påstått att den även innehöll barnpornografi. Större delen av utgivningen lades sedermera ner 1992/1993, bland annat efter återkommande distributionsproblem.
FBI hade i många år försökt hitta en möjlighet att åtala den amerikanska regissören Max Hardcore, som gjort sig ett namn via sin mestadels extrema eller gränsöverskridande pornografi (med scener som till stor anspelar på våld, tvång, förnedring och åldersskillnader). Genom att anonymt beställa några av hans ocensurerade produktioner avsedda för Europamarknaden till en adress i USA lyckades man till slut åtala honom för att via posten ha distribuerat obscent material över delstatsgränsen. Trots de egentliga åtalspunkterna kom målet att handla om moralfrågor och tryckfrihet, och många ansåg att det hela var en rättsskandal och ett försök från FBI att kringgå den amerikanska tryckfriheten. Max Hardcore dömdes trots detta i juni 2008 till 46 månaders fängelse.